# Шлайникон
Шлайникон (нем. Schleinikon) — коммуна в Швейцарии, в кантоне Цюрих.
Входит в состав округа Дильсдорф. Население составляет 703 человека (на 31 декабря 2007 года). Официальный код — 0098.

## Население
По состоянию на 2000 год большая часть населения говорила по-немецки (95,8 %), на втором месте по распространенности был английский язык (0,6 %), а на третьем — сербохорватский (0,6 %). По состоянию на 2007 год 5,7 % населения составили иностранные граждане. За 10 лет население увеличилось на 9,4 %.
На выборах 2007 года наиболее популярной партией среди жителей была Швейцарская народная партия, получившая 39,8 % голосов. Далее по популярнгости следовали Социал-демократическая партия Швейцарии (18,3 %), Христианская социальная партия (12,9 %) и Зелёная партия Швейцарии (11,4 %). По состоянию на 31 декабря 2019 года население Шлейникона составляло 758 человек.
По состоянию на 2000 год дети и подростки (до 19 лет) составляли 27 % населения, взрослые (20-64 года) — 63 %, а пожилые люди (старше 64 лет) — 10 %. В Шлейниконе около 84 % населения (в возрасте от 25 до 64 лет) закончили либо необязательное полное среднее образование, либо дополнительное высшее образование.
Уровень безработицы в Шлейниконе по состоянию на 2005 год составлял 0,92 %. В первичном секторе экономики было занято 45 человек, также в этом секторе действовалооколо 18 предприятий. Во вторичном секторе экономики было занято 24 человека и действовало 6 предприятий. В сфере услуг было занято 34 человека и работало 13 предприятий.

## Известные жители
- Ханнс Ин дер Ганд (Ладислаус Крупский, 1882—1947) — певец, фольклорист.
- Антон Крупский (1889—1948) — профессор ветеринарной медицины в Цюрихе, пионер альпинизма

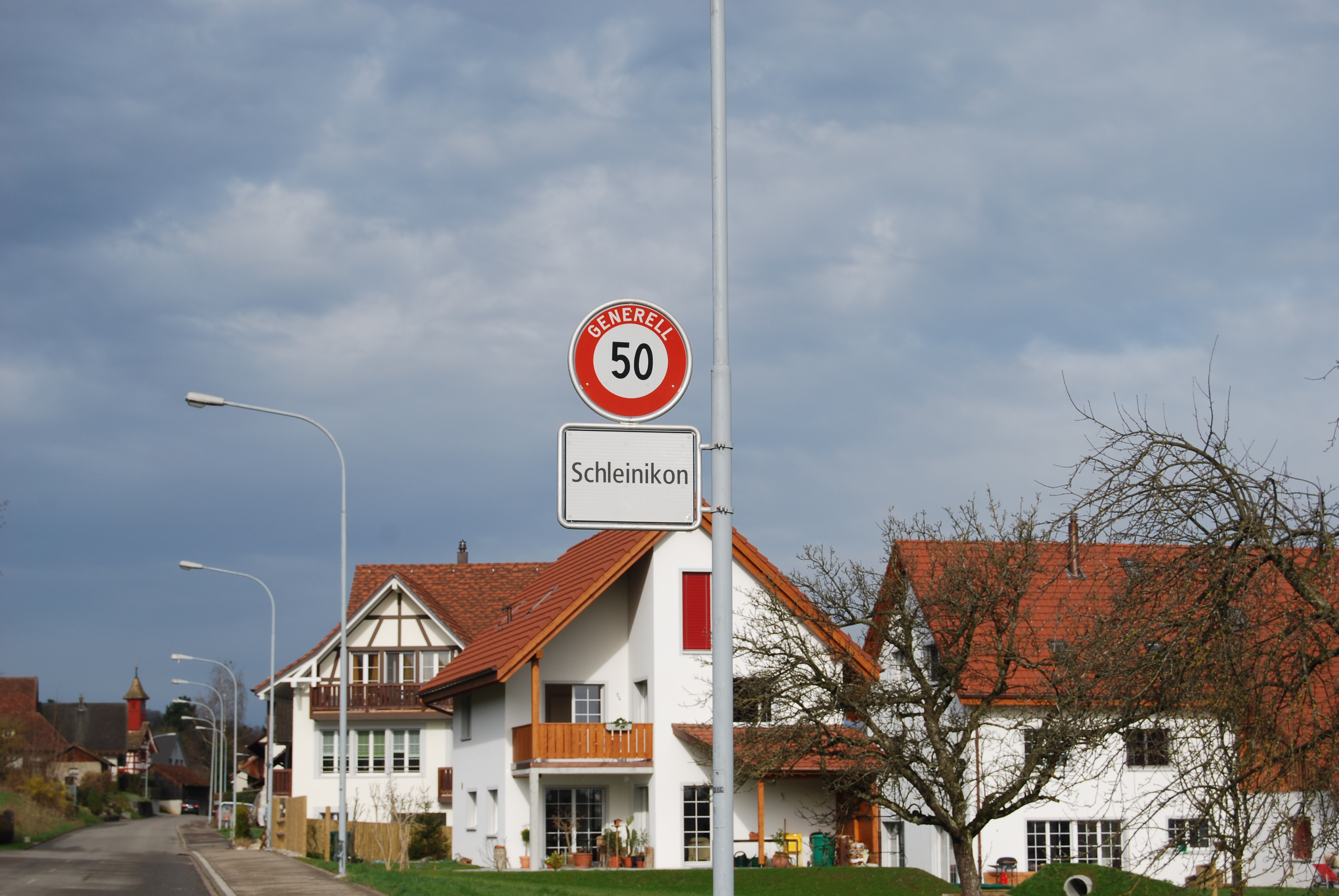
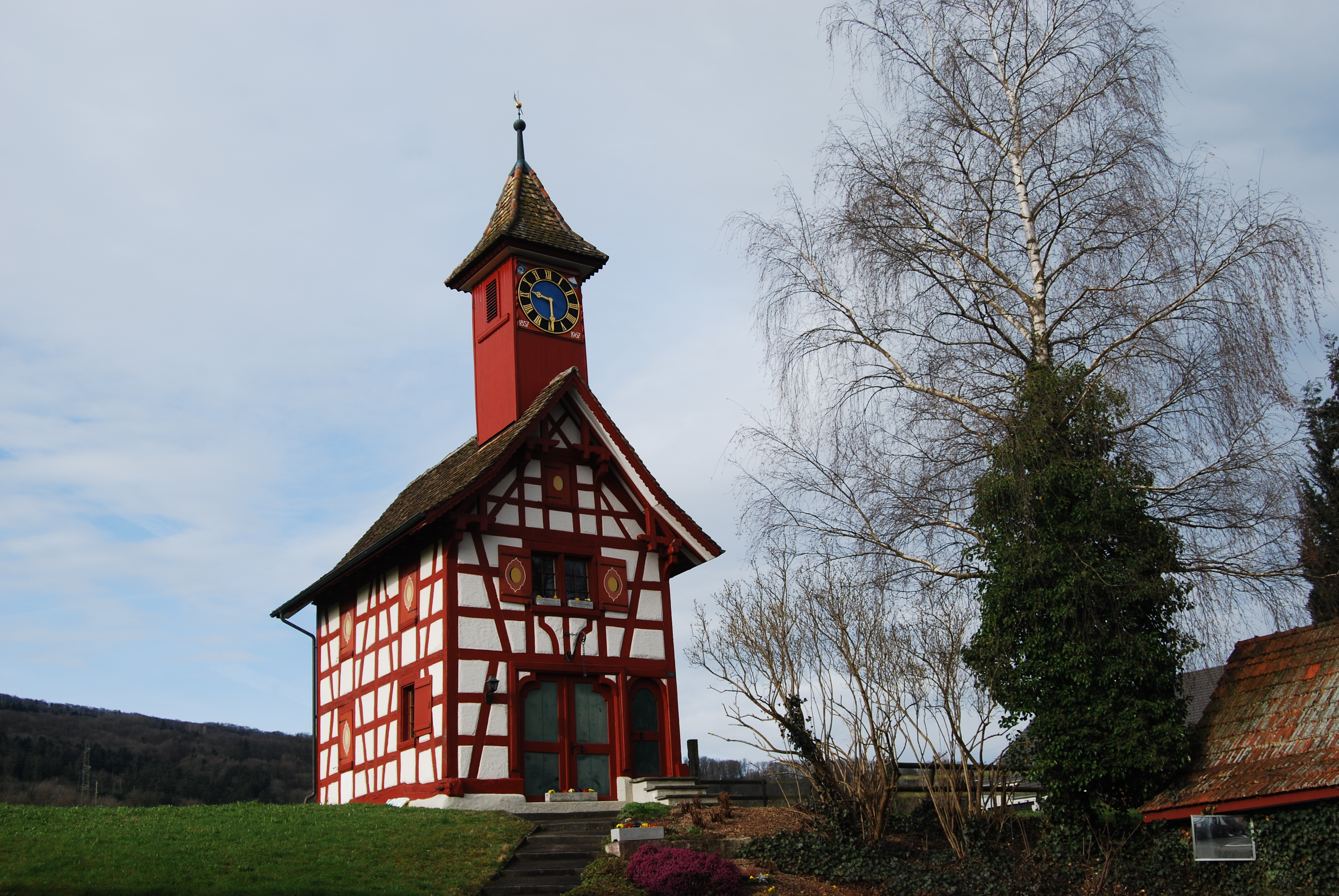
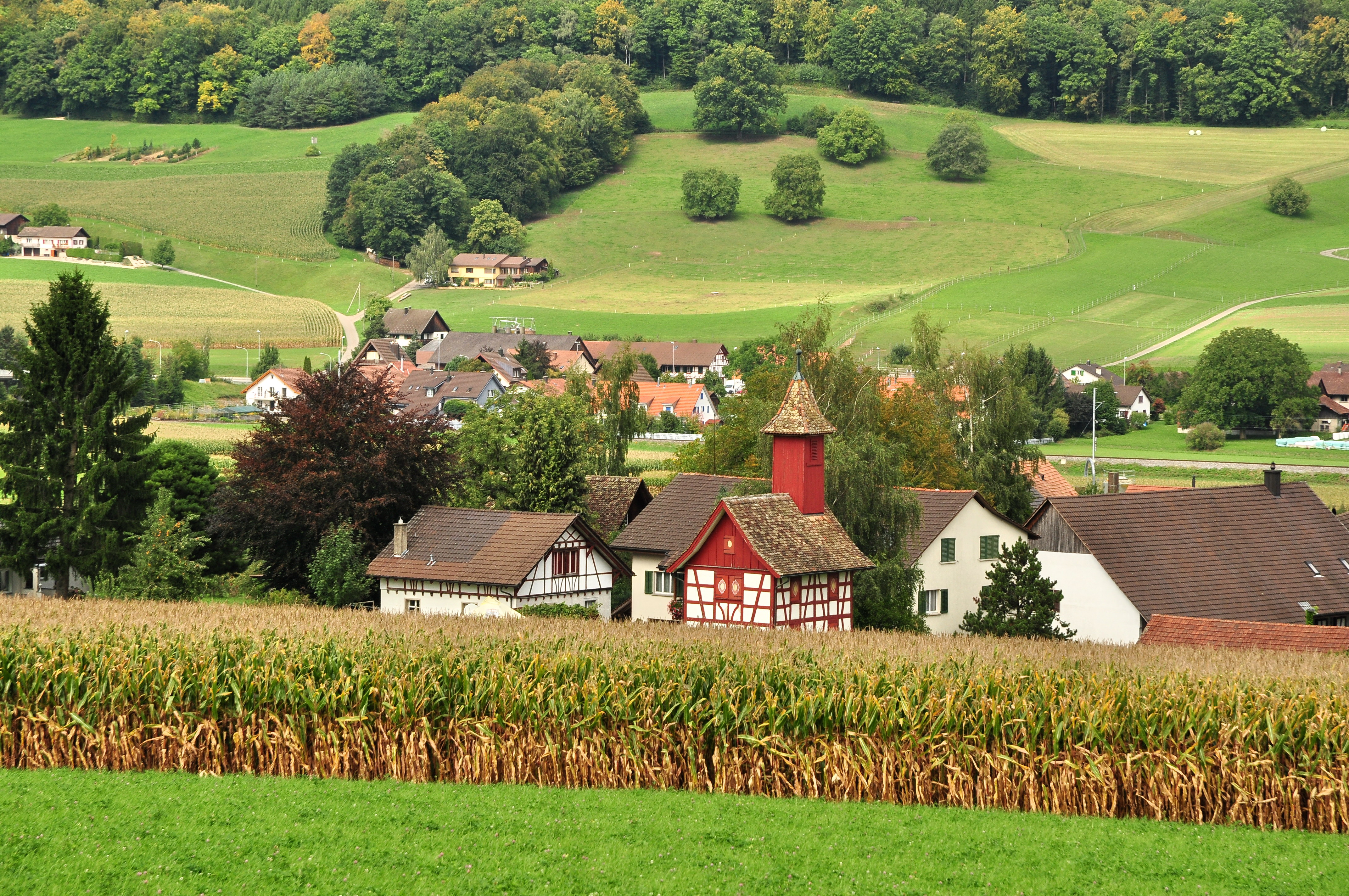